# Akama-jingū
Akama-jingū (赤間神宮) est un sanctuaire shinto situé dans la ville de Shimonoseki, préfecture de Yamaguchi au Japon. Il est dédié à Antoku, empereur japonais mort enfant à la bataille de Dan-no-ura, disputée dans le voisinage, en 1185. Cette bataille est importante dans l'histoire du Japon car elle a mis un terme à la guerre de Genpei durant laquelle le clan Minamoto a défait ses rivaux du clan Taira et coupé court à leurs ambitions de prendre le contrôle du Japon.

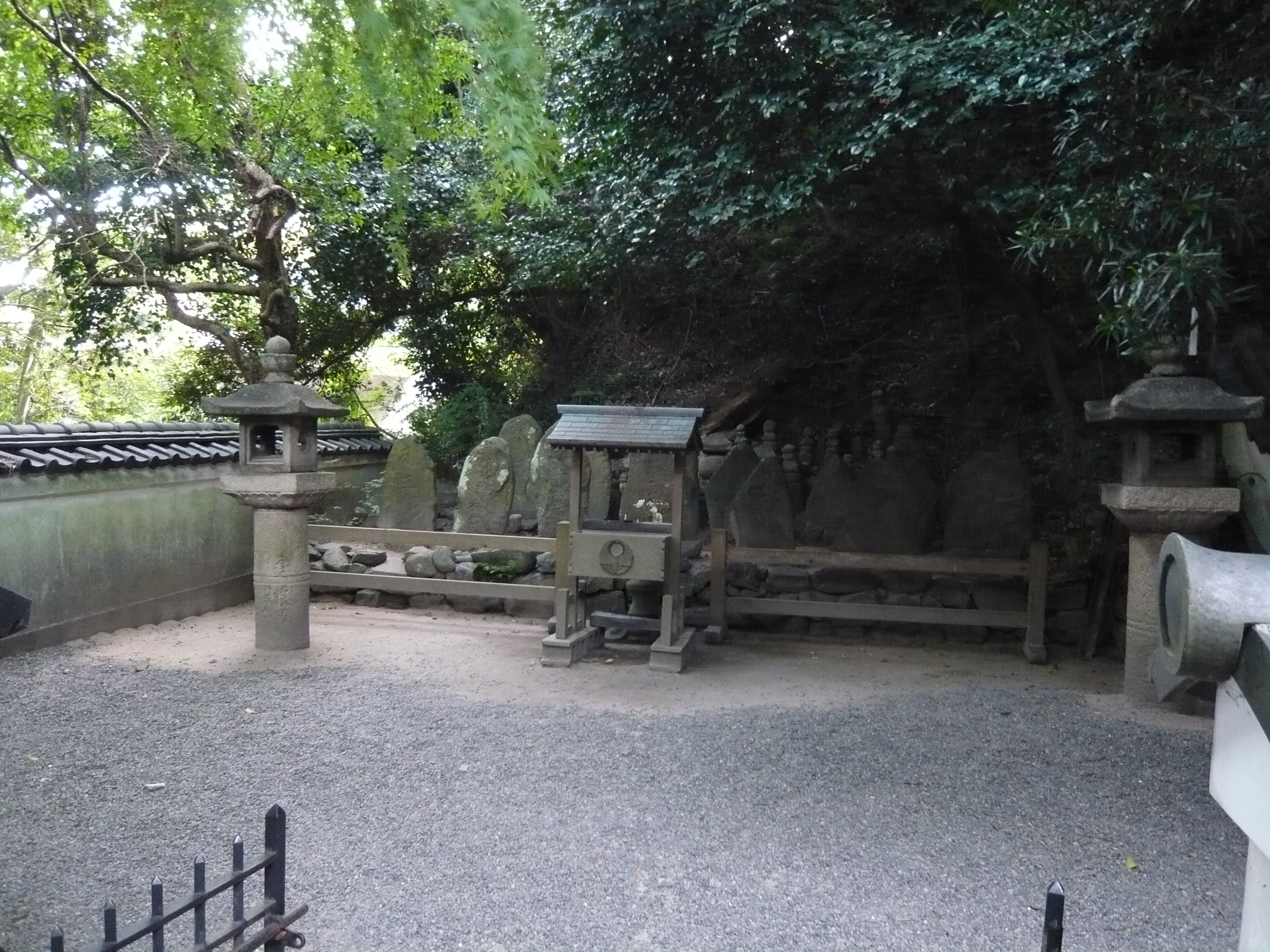
Nanamori-zuka, tombe des guerriers du clan Taira.

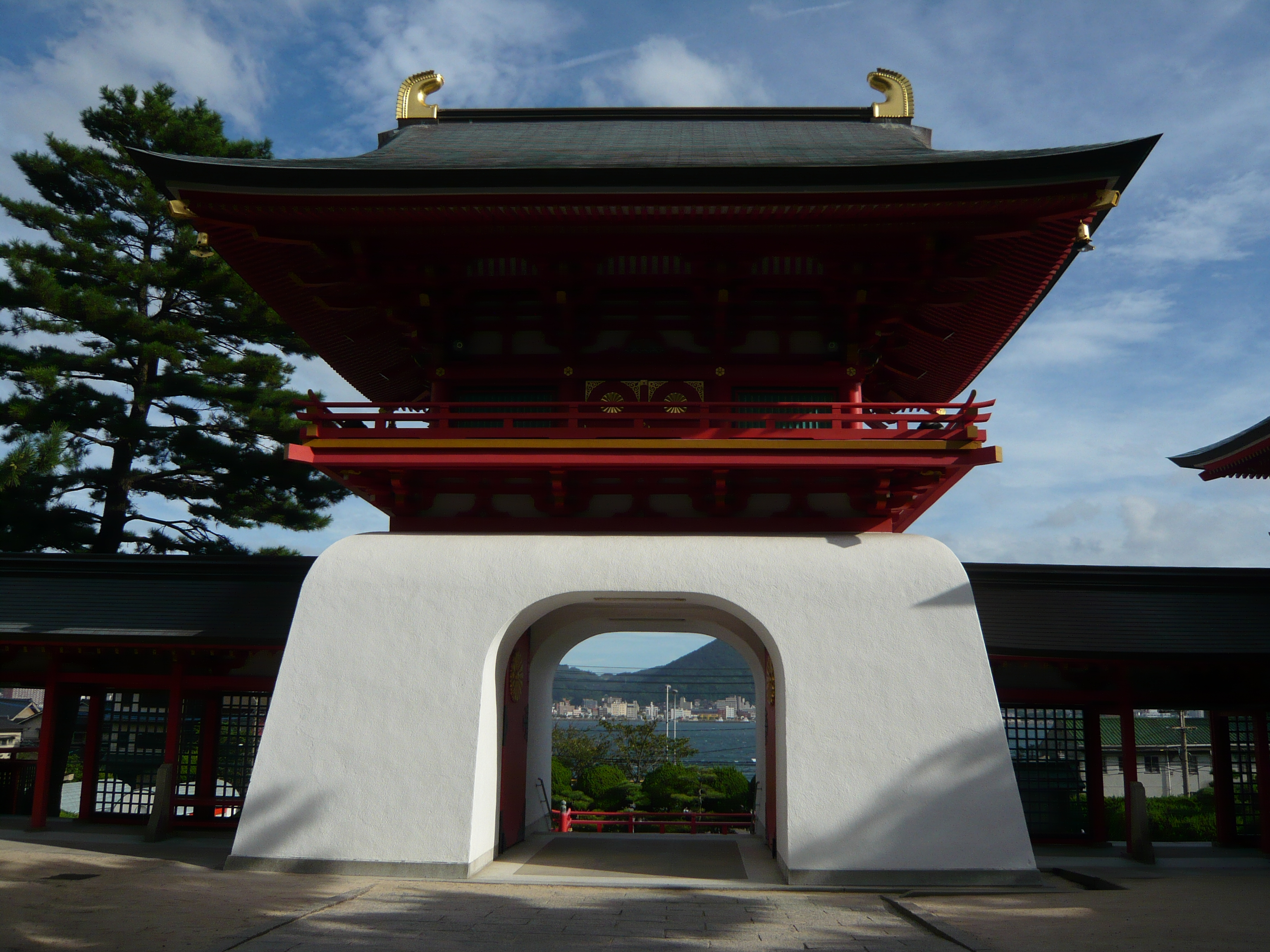
Mon Suiten, principale porte du sanctuaire.

Le sanctuaire se trouve sur le front de mer du détroit de Kammon, entre le centre de Shimonoseki et les restaurants pour touristes de Karato. Sa porte principale rouge vif le rend très visible.

## Description
Les couleurs et le style de la porte sont inspirés par Ryūgū-jō, suivant le guide touristique Shimonoseki. Cette source indique que Nii-no-Ama, la grand-mère d'Antoku, qui s'est noyée avec Antoku, souhaitait que son palais soit créé sous l'eau lorsqu'elle s'est jetée à la mer. Ryūgū-jō est un palace sous-marin mythique appartenant à Ryūjin, le dieu dragon de la mer. Dans le Heike monogatari, Nii-no-Ama dit à Antoku, avant de se jeter à l'eau, qu'ils s'en vont dans un palais sous-marin, sans toutefois mentionner Ryūgū-jō. Puis Kenreimon-In, alias Taira no Tokuko, la mère d'Antoku rêve qu'ils vivent à Ryūgū-jō.
À l'intérieur du Hoichi Hall[Quoi ?] se trouve une statue de Hoichi sans oreille (en), l'un des personnages d'une histoire traditionnelle de fantôme qu'a fait connaitre Lafcadio Hearn en Occident.
Le site contient également le Nanamori-zuka (sept tertres), qui représente les guerriers Heike disparus lors de la bataille de Dan-no-Ura.

## Kanpei-sha
En 1871, le kanpei-sha (官幣社) dresse la hiérarchie de sanctuaires soutenus par le gouvernement les plus étroitement associés à la famille impériale. Les kampeisha sont les sanctuaires vénérés par la famille impériale. Cette catégorie englobe les sanctuaires qui consacrent empereurs, les membres de la famille impériale ou les obligés méritoires de la famille impériale. Jusqu'en 1940, ce sanctuaire connu alors sous le nom de Minase-gū, fait partie des sanctuaires impériaux de rang moyen ou kanpei-chūsha (官幣中社). En 1940, le statut de Minase change en kanpei-taisha (官幣大社), qui est le plus haut rang et depuis, le sanctuaire est connu sous le nom « Minase-jingū ».

## Galerie d'images

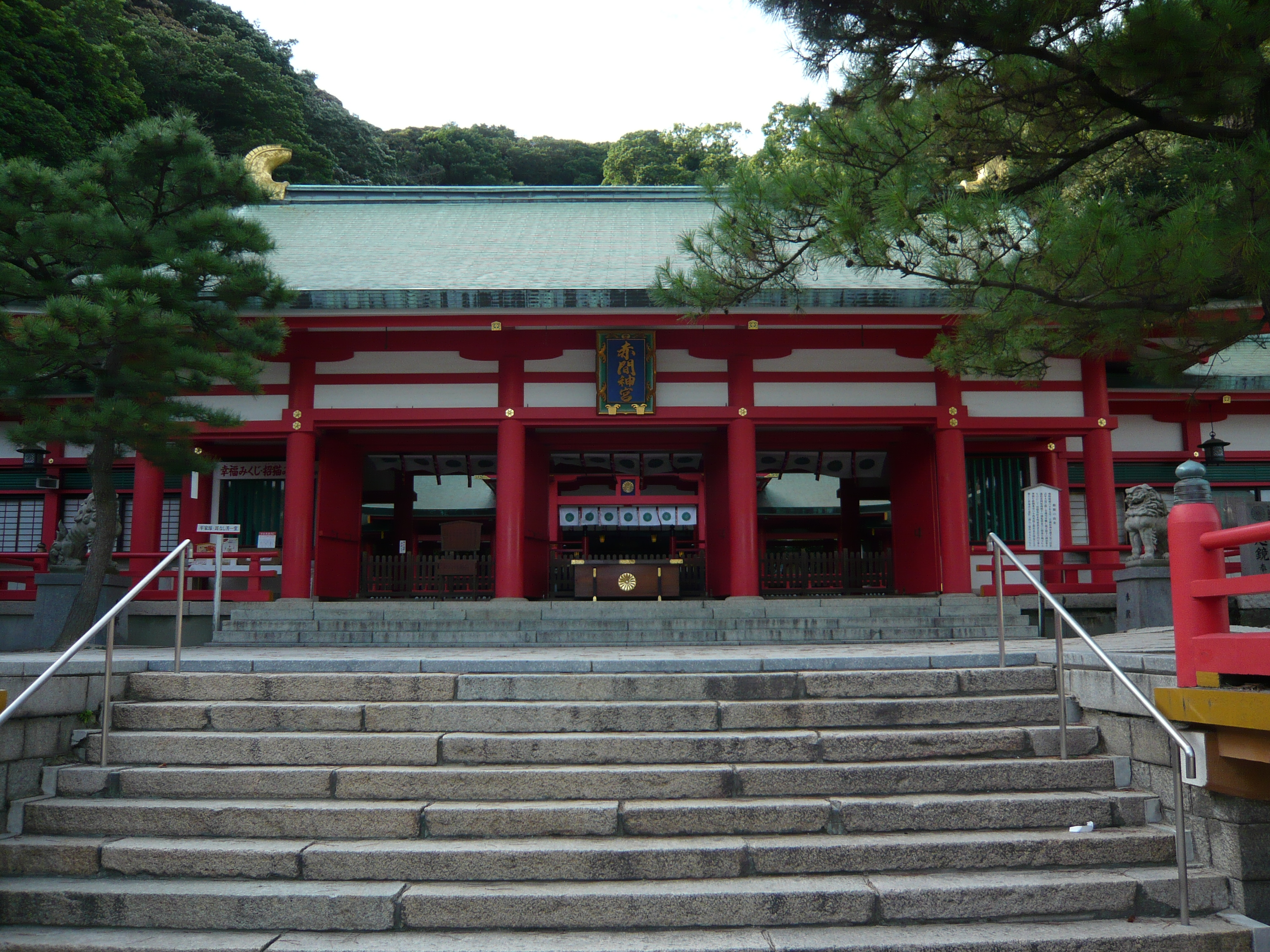
La salle de culte.
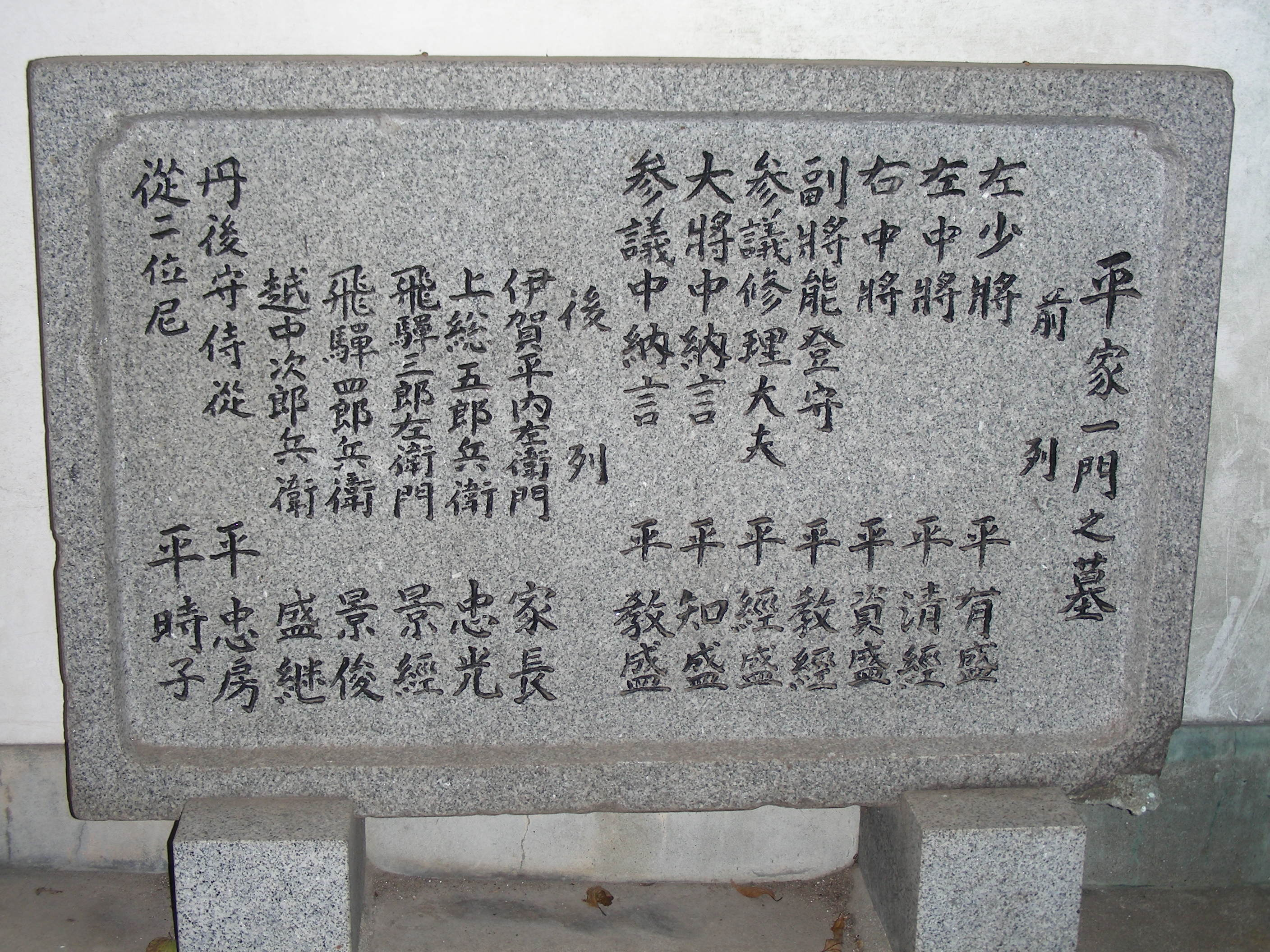
Panneau d'information sur les sept monticules.
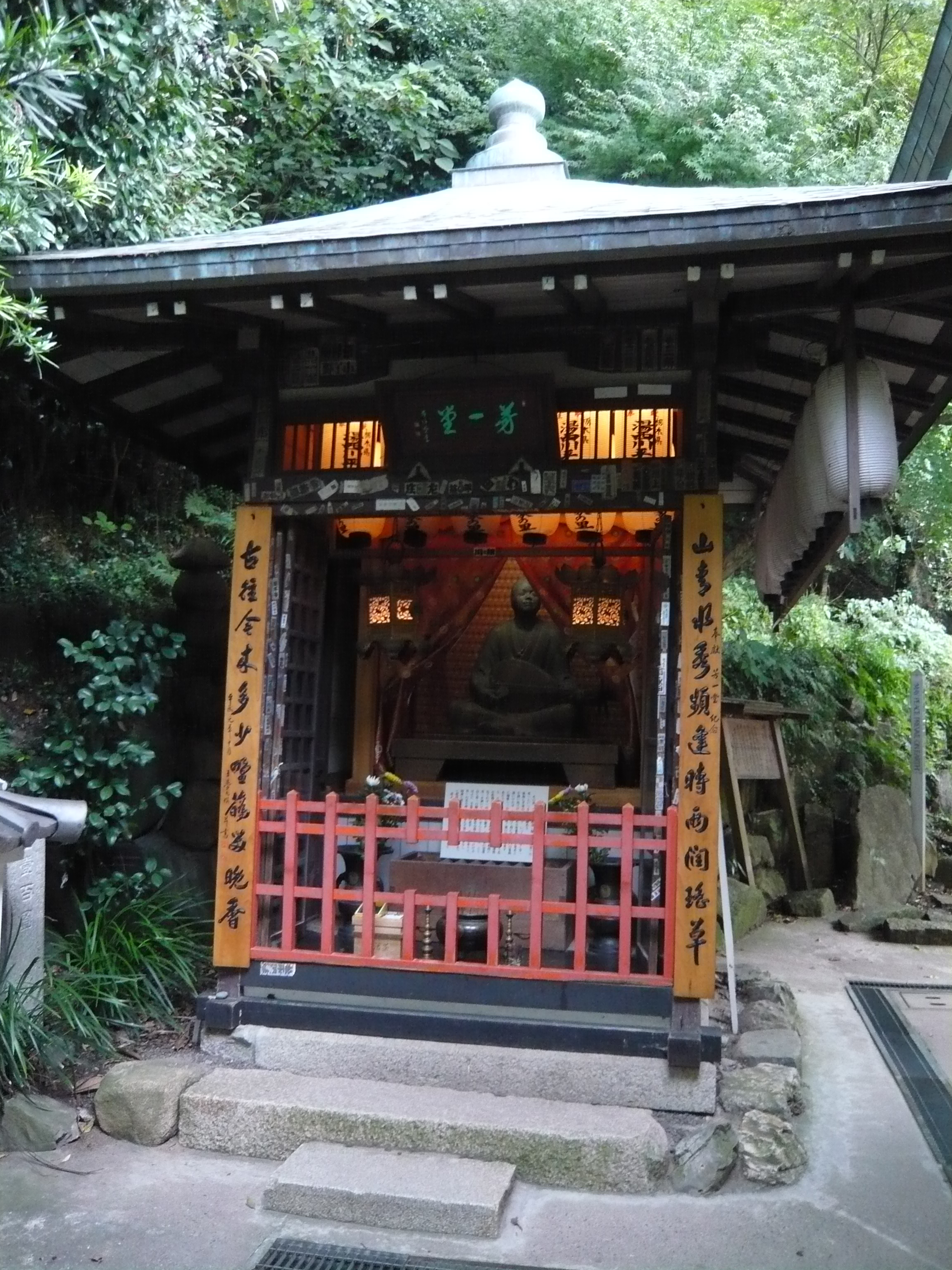